# Akram Malakzay

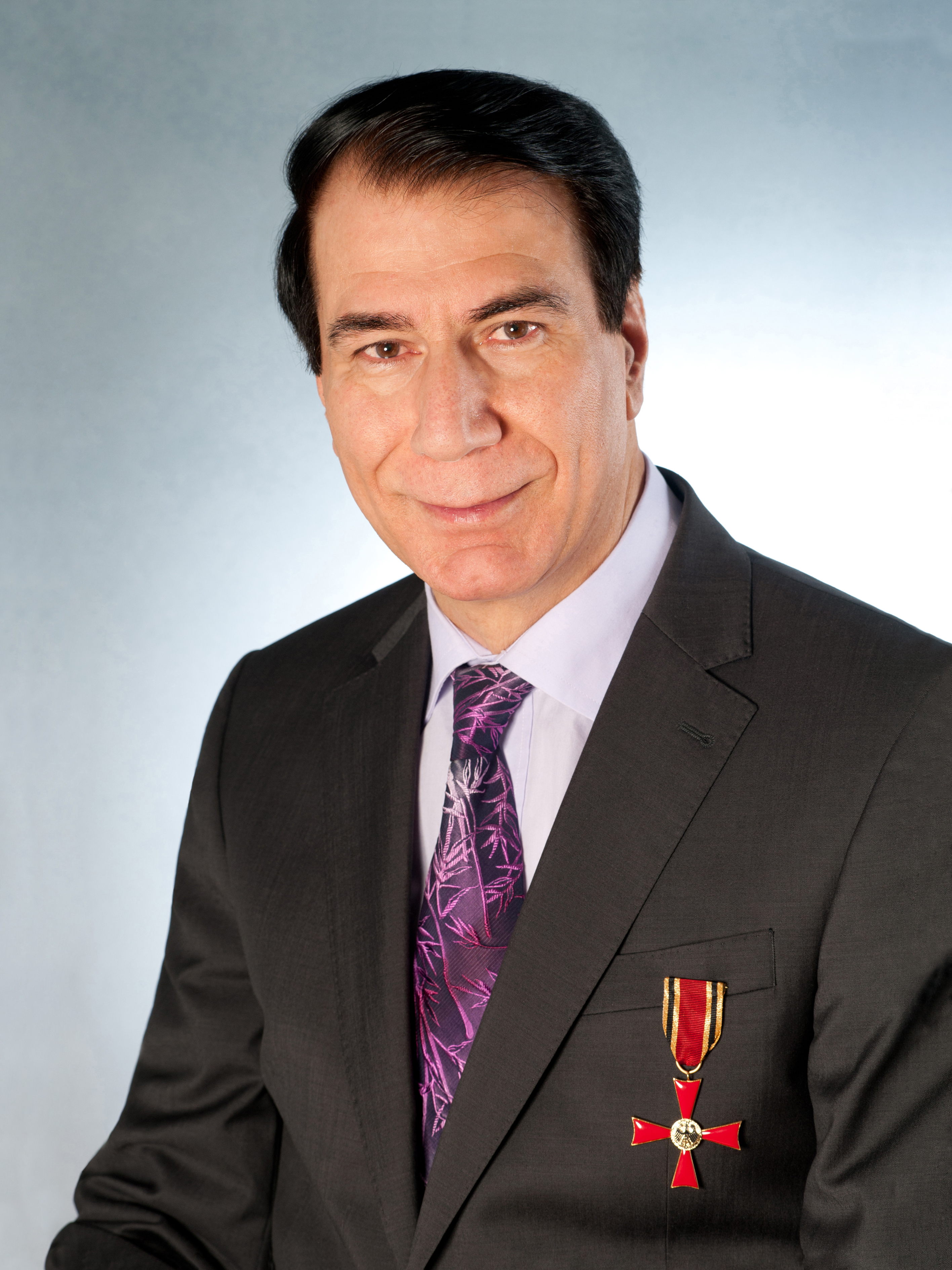
Akram Malakzay (2011)

Mohammad Akram Malakzay (* in Afghanistan) ist ein in Deutschland lebender afghanischer Arzt, Übersetzer und Lexikograf.

## Werdegang
Akram Malakzay wurde als Sohn des Generaldirektors, Salahuddin Sahak Malakzay in Afghanistan geboren. Sein Großvater war 1940 bis 1950 Chefredakteur der seinerzeit einzigen Regierungszeitung „da maschriqi Etehad د مشرقي اتحاد “ in der Ostprovinz „Maschreqi مشرقي“. Malakzay ging in Kabul zur Schule. Zunächst besuchte er die Mirwais Grundschule in Kabul. Dann wechselte er in das „Amani-Gymnasium   اماني ليسه“ über, das damals „Nedjat-Lisa نجات ليسه “ hieß.  Nach dem Abitur arbeitete er etwa ein Jahr lang als Übersetzer und Dolmetscher im deutschen Entwicklungsprojekt „Paktia پكتيا“ in „Khost خوست“.
1974 kam er nach Deutschland und besuchte das Goethe-Institut in München, wo er ein Diplom als Deutschlehrer erwarb. Anschließend studierte er Medizin an der Ludwig-Maximilians-Universität München. Nach der sowjetischen Intervention in seinem Heimatland erschien eine Rückkehr zu gefährlich. Er arbeitete etwa drei Jahre wieder als Übersetzer und Dolmetscher beim Bundesamt zur Anerkennung ausländischer Flüchtlinge und bei deutschen Gerichten. Während dieser Zeit schrieb er seine Doktorarbeit zur Traumatologie des Urogenitaltraktes an der Fakultät für Rechtsmedizin der Universität München. Ab 1989 arbeitete er wieder als Arzt, zunächst als Assistenzarzt in Rheinland-Pfalz, später ließ er sich als praktischer Arzt in einer Gemeinschaftspraxis in Rennerod nieder. Seit 1996 ist er als Facharzt für Allgemeinmedizin in Bebra-Weiterode tätig.
In seiner Freizeit erstellte er in 20-jähriger Arbeit das erste Wörterbuch Deutsch–Paschto mit rund 25.000 deutschen Stichwörtern sowie rund 45.000 Anwendungsbeispielen und Redewendungen. Anfangs wurde er von dem 2001 gestorbenen Iranisten David Neil MacKenzie unterstützt. 2009 wurde das Werk veröffentlicht.
Hierfür erhielt er im Oktober 2011 das Bundesverdienstkreuz am Bande der Bundesrepublik Deutschland. In Würdigung der Verdienste Malakzays veranstaltete der Verein zur Förderung der afghanischen Kultur e. V. Köln am 21. März 2010 einen kulturellen Abend, in dem der Ehrenbrief des Vereins an Malakzay verliehen wurde.

## Ehrungen
- 2010: Ehrenbrief des Vereins zur Förderung der afghanischen Kultur e. V. Köln
- 2011: Verdienstkreuz am Bande der Bundesrepublik Deutschland

## Schriften
- Traumatologie des Urogenitaltraktes: unter Berücksichtigung der Obduktionsfälle der 1954–1956 des Instituts für Rechtsmedizin der Universität München. Dissertation, Universität München, 1991.
- Großes Wörterbuch Deutsch-Paschto (= Lexicographia Orientali. Band 6). Unter Mitwirkung von David Neil MacKenzie. Buske, Hamburg 2009, ISBN 978-3-87548-516-5.